# Parafia św. Jana Chrzciciela w Janowcu Kościelnym
Parafia pw. Świętego Jana Chrzciciela w Janowcu Kościelnym – parafia należąca do dekanatu mławskiego wschodniego, diecezji płockiej, metropolii warszawskiej. Poprzednio należała do dekanatu dzierzgowskiego, diecezji płockiej, metropolii warszawskiej.
Została erygowana w XIV wieku.
W 1763 roku parafia znajdowała się pod opieką proboszcza Jana Płoskiego i obejmowała 42 miejscowości, w których mieszkało 1198 parafian. Do parafii należały wówczas miejscowości (od największych): Pokrzywnica Wielka, Szczepkowo-Zalesie, Szczepkowo Borowe, Smolany, Nowa Wieś, Gołębie, Połcie Młode, Moszczyno, Połcie Stare, Giewarty, Szczepkowo-Skrody, Janowiec Szlachecki, Szczepkowo-Iwany, Bukowiec Mały, Jastrzębki, Kołaki, Krajewo-Kawęczyno, Piotrkowo, Siwe, Szypułki, Krajewo (Małe), Zagroby, Szczepkowo-Sołdany, Boruty, Trząski, Majki-Pokrzywnica, Żabino, Leśniewo, Młyńskie, Zaskórki, Szczepkowo-Kukiełki, Szczepkowo-Pawełki, Bukowiec Wielki, Kuce, Dunaje, Miecznikowo-Cygany, Zdzięty, Krajewo Wielkie, Leśniki, Gąsiory Żabino, Mięchy, Sowy.

## Miejsca święte

### Kościół parafialny
Kościół pw. św. Jana Chrzciciela w Janowcu Kościelnym